# サミンガ
サミンガ（プユマ語: Samingad Puruburubuane、1977年10月2日 - ）は、台湾台東県出身の歌手である。「サミンガ」とは、プユマ語で「ただ一つのもの」という意味。台湾原住民のブヌン族とプユマ族の混血。中国名は紀暁君（ジー・シャオジュン）。 

## 結婚
サミンガは2006年にアミ族のプロ野球選手郭岱詠と結婚し、二人には「小茉莉」という娘が生まれた。
しかし2009年に離婚。父親である郭戴勇が娘の親権を取得した。
2014年9月11日、サミンガは同じく卑南族出身で交際していた孫廷豪と再婚し、2015年3月24日に長女が誕生し、愛称は「孫波妞」。

## アルバム
- 1999年12月28日：『太陽 風 草原的聲音』（魔岩唱片）
日本版タイトルは『Voice Of Puyuma』
- 2001年9月：『野火・春風』（魔岩唱片）
- ※日本版はポニーキャニオンより販売（発売はロックレコード）